# باتمان: أركام أسايلم
باتمان: أركام أسايلم (بالإنجليزية: Batman: Arkham Asylum؛ يترجم كـ « الرجل الوطواط: مصحة أركام »)‏ هي لعبة فيديو من تطوير روك ستيدي ستوديوز ونشر إيديوس إنترأكتيف تتحدث عن بطل مجلة دي سي كومكس باتمان. تم اصدارها على أنظمة البلاي ستيشن 3 والإكس بوكس 360 و نظام مايكروسوفت ويندوز. تم طرحها في الأسواق في آب 2009.
تتمحور قصة اللعبة، عن باتمان، الشخصية الأبرز ل DC Comics ، و تبدأ احداث اللعبة عندما يقوم باتمان بالقبض على الجوكر وإرساله إلى مصحة أركهام ( Arkham Asylum )، و لكن لحظات فقط إلى أن الجوكر يحرر نفسه ويقوم بالهرب، ومن هنا تبدأ المغامرة، مع وجود أشرار مدينة غوثام.

## روابط خارجية
- باتمان: أركام أسايلم على موقع IMDb (الإنجليزية)